# تل قلات
تل قلات مربوط به دوران‌های تاریخی پس از اسلام است و در سی سخت، داخل شهر واقع شده و این اثر در تاریخ ۱۱ شهریور ۱۳۸۲ با شمارهٔ ثبت ۹۸۳۹ به‌عنوان یکی از آثار ملی ایران به ثبت رسیده است.